# Liste der denkmalgeschützten Objekte im Okres Ústí nad Labem
Grundlage dieser Liste der denkmalgeschützten Objekte im Okres Ústí nad Labem ist die ÚSKP-Liste (tschechisch Ústřední seznam kulturních památek České republiky ‚Zentrale Liste der Kulturdenkmäler der Tschechischen Republik‘), die von der tschechischen Denkmalschutzbehörde NPÚ (tschechisch Národní památkový ústav ‚Nationale Denkmalbehörde‘) seit 1987 geführt wird und an die seit dem Jahre 1850 geschaffenen Listen anschließt.
Die folgenden Angaben ersetzen nicht die rechtsverbindliche Auskunft der Denkmalbehörde.
Die denkmalgeschützten Objekte werden hier für die einzelnen Gemeinden aufgelistet.
Außerdem gibt es separate Listen für folgende Orte:
- Liste der denkmalgeschützten Objekte in Ústí nad Labem
- Liste der denkmalgeschützten Objekte in Zubrnice

## Dolní Zálezly(Salesel)
| Lage                                         | Objekt                              | Beschreibung                        | ÚSKP-Nr.                  | Bild                                |
| -------------------------------------------- | ----------------------------------- | ----------------------------------- | ------------------------- | ----------------------------------- |
| Dolní Zálezly, im Park am Bahnhof (Standort) | Statue Ecce Homo                    | Statue Ecce Homo                    | 42727/5-162 Info Katalog  | Statue Ecce Homo                    |
| Dolní Zálezly, U Trati 77 (Standort)         | Bahnhof Salesel                     | Bahnhof Dolní Zálezly               | 43444/5-163 Info Katalog  | weitere Bilder                      |
| Dolní Zálezly (Standort)                     | Statue des hl. Johannes von Nepomuk | Statue des hl. Johannes von Nepomuk | 51925/5-5939 Info Katalog | Statue des hl. Johannes von Nepomuk |

## Homole u Panny(Hummel)
| Lage                              | Objekt                                | Beschreibung                           | ÚSKP-Nr.                  | Bild |
| --------------------------------- | ------------------------------------- | -------------------------------------- | ------------------------- | ---- |
| Homole u Panny (Standort)         | Kirche des hl. Pius V.                | Kirche des hl. Pius V. (1787)          | 10222/5-5599 Info Katalog | BW   |
| Bláhov (Plahow) Nr. 18 (Standort) | Haus Nr. 18 mit Statue des hl. Prokop | Bauerngehöft mit Statue des hl. Prokop | 44013/5-5299 Info Katalog | BW   |

## Chabařovice(Karbitz)
| Lage                                        | Objekt                                                   | Beschreibung | ÚSKP-Nr.                  | Bild                                                     |
| ------------------------------------------- | -------------------------------------------------------- | --- | ------------------------- | -------------------------------------------------------- |
| Chabařovice, Husovo náměstí (Standort)      | Pfarrkirche Mariä Geburt                                 | Kirche Mariä Geburt | 42757/5-172 Info Katalog  | weitere Bilder                                           |
| Chabařovice, Husovo náměstí 3 (Standort)    | Rathaus, einschl. Gefängnis                              | Rathaus, einschl. Gefängnis | 11684/5-173 Info Katalog  | Rathaus, einschl. Gefängnis                              |
| Chabařovice, Husovo náměstí (Standort)      | Säule mit Marienstatue                                   | Säule mit Marienstatue | 43177/5-178 Info Katalog  | Säule mit Marienstatue                                   |
| Chabařovice, Marie Kršňákové 168 (Standort) | Gedenktafel am Haus                                      | Gedenktafel für die Widerstandskämpferin Marie Kršňáková am Wohnhaus                                                                    | 24958/5-4895 Info Katalog | BW                                                       |
| Chabařovice (Standort)                      | Friedhofskapelle des hl. Michael                         | Friedhofskapelle des hl. Michael | 43210/5-174 Info Katalog  | weitere Bilder                                           |
| Chabařovice (Standort)                      | Kapelle des hl. Johannes des Täufers                     | Kapelle des hl. Johannes des Täufers | 43404/5-175 Info Katalog  | weitere Bilder                                           |
| Chabařovice (Standort)                      | Denkmal zur Erinnerung an die Schlacht bei Aussig (1426) | Denkmal zur Erinnerung an die Schlacht bei Aussig (1426), auf dem Schlachtfeld Na Běhání (bei der Kapelle des hl. Johannes des Täufers) | 43727/5-168 Info Katalog  | Denkmal zur Erinnerung an die Schlacht bei Aussig (1426) |
| Roudníky, OT von Chabařovice (Standort)     | Wenzelskirche                                            | Kirche des hl. Wenzel | 13448/5-5428 Info Katalog | Wenzelskirche                                            |
| Roudníky 7 (Raudnig) (Standort)             | Schule                                                   | Schule | 43306/5-237 Info Katalog  | Schule                                                   |

## Chlumec(Kulm)
| Lage                                                       | Objekt                                                         | Beschreibung | ÚSKP-Nr.                  | Bild                                                          |
| ---------------------------------------------------------- | -------------------------------------------------------------- | --- | ------------------------- | ------------------------------------------------------------- |
| Chlumec, am Dorfplatz (Standort)                           | Säule mit Pietà-Skulptur                                       | Säule mit Pietà-Skulptur | 43113/5-180 Info Katalog  | weitere Bilder                                                |
| Chlumec, an der Kirche des hl. Gallus (Standort)           | Statue Ecce Homo                                               | Statue Ecce Homo (1768), jetzt auf dem Kirchenareal, 1980 aus dem abgebaggerten Dorf Vyklice (Wiklitz) umgesetzt                                                 | 42921/5-289 Info Katalog  | weitere Bilder                                                |
| Chlumec, Holubova 23 (Standort)                            | Bauerngehöft „Martínkovna“                                     | Bauerngehöft Nr. 23, Fachwerkbau, ohne Nebengebäude | 43248/5-183 Info Katalog  | weitere Bilder                                                |
| Chlumec, auf dem Berg (Standort)                           | Dreifaltigkeitskapelle mit Kalvarienberg                       | Dreifaltigkeitskapelle (1690–1691), Kreuzwegstationen I–XIV, gemauerte Kapelle aus der 2. Hälfte des 18. Jahrhunderts, urspr. mit Keramik-Reliefs in den Nischen | 43307/5-181 Info Katalog  | weitere Bilder                                                |
| Chlumec, am Fuße des Berges (Standort)                     | Jubiläums-Denkmal zur Erinnerung an die Schlacht bei Kulm 1813 | Jubiläums-Denkmal (1913) zur 100-jährigen Erinnerung an die Schlacht bei Kulm 1813, einschl. Sockel, Treppen und umgebenden Park                                 | 43027/5-182 Info Katalog  | weitere Bilder                                                |
| Stradov (Straden), OT von Chlumec, am Dorfplatz (Standort) | Marienkapelle                                                  | Marienkapelle (1780) | 52189/5-5946 Info Katalog | weitere Bilder                                                |
| Stradov, am Dorfplatz bei der Kapelle (Standort)           | Denkmal zur Schlacht von 1813                                  | Denkmal zur Schlacht von 1813 | 42492/5-248 Info Katalog  | Denkmal zur Schlacht von 1813                                 |
| Stradov ()                                                 | Sühnekreuz                                                     | Sühnekreuz (nicht gefunden) | 42539/5-247 Info Katalog  |                                                               |
| Stradov, zwischen Nr. 10 und Nr. 11 ()                     | Feste                                                          | Feste, archäologische Fundstätte, Festung mit Resten eines ehem. Forts, Wassergraben                                                                             | 43026/5-246 Info Katalog  |                                                               |
| Žandov (Schanda) (Standort)                                | Französisches Denkmal zur Erinnerung an die Schlacht von 1813  | Französisches Denkmal zur Erinnerung an die Gefangennahme des Generals Vandamme bei der Schlacht von Kulm 1813                                                   | 43459/5-293 Info Katalog  | Französisches Denkmal zur Erinnerung an die Schlacht von 1813 |

## Chuderov(Groß Kaudern)
| Lage                                           | Objekt                        | Beschreibung                  | ÚSKP-Nr.                  | Bild           |
| ---------------------------------------------- | ----------------------------- | ----------------------------- | ------------------------- | -------------- |
| Lipová (Spansdorf), OT von Chuderov (Standort) | Martinskirche                 | Kirche des hl. Martin         | 42338/5-203 Info Katalog  | weitere Bilder |
| Radešín 11 (Gratschen) (Standort)              | Bauernhaus Nr. 11             | Bauerngehöft                  | 42612/5-204 Info Katalog  | BW             |
| Žežice (Seesitz), OT von Chuderov (Standort)   | Kirche der hl. Peter und Paul | Kirche der hl. Peter und Paul | 42337/5-184 Info Katalog  | weitere Bilder |
| Žežice ()                                      | Kruzifix                      | Kruzifix, zerstört            | 47719/5-4770 Info Katalog |                |

## Libouchec(Königswald)
| Lage                                                              | Objekt                     | Beschreibung                                          | ÚSKP-Nr.                  | Bild               |
| ----------------------------------------------------------------- | -------------------------- | ----------------------------------------------------- | ------------------------- | ------------------ |
| Libouchec (Standort)                                              | Kapelle                    | Kapelle (Botschen-Grabkapelle) nördlich von Libouchec | 42552/5-195 Info Katalog  | Kapelle            |
| Libouchec (Standort)                                              | Sühnekreuz                 | Sühnekreuz, an der Landstraße nach Tissa              | 12908/5-201 Info Katalog  | Sühnekreuz         |
| Libouchec 53 (Standort)                                           | Haus Nr. 53                | Bauerngehöft                                          | 42846/5-197 Info Katalog  | BW                 |
| Libouchec (Standort)                                              | Kirche der hl. Drei Könige | Kirche der hl. Drei Könige                            | 43635/5-193 Info Katalog  | weitere Bilder     |
| Libouchec 343 (Standort)                                          | Schloss Königswald         | Schloss Libouchec                                     | 44040/5-5347 Info Katalog | Schloss Königswald |
| Čermná (Leukersdorf), OT von Libouchec (Standort)                 | Nikolauskirche             | Kirche des hl. Nikolaus                               | 102693 Info Katalog       | weitere Bilder     |
| Čermná (Standort)                                                 | historische Brücke         | historische Straßenbrücke mit Nepomuk-Statue          | 43056/5-202 Info Katalog  | historische Brücke |
| Knínice (Kninitz), OT von Libouchec, am Kriegerdenkmal (Standort) | Vier Sühnekreuze           | Vier Sühnekreuze                                      | 43253/5-295 Info Katalog  | Vier Sühnekreuze   |
| Knínice (Standort)                                                | Kapelle                    | Kapelle                                               | 43458/5-256 Info Katalog  | Kapelle            |

## Malé Březno(Kleinpriesen)
| Lage                   | Objekt  | Beschreibung | ÚSKP-Nr.                 | Bild |
| ---------------------- | ------- | ------------ | ------------------------ | ---- |
| Malé Březno (Standort) | Kapelle | Kapelle      | 42315/5-211 Info Katalog | BW   |

## Malečov(Malschen)
| Lage                                                            | Objekt                              | Beschreibung                                                        | ÚSKP-Nr.                  | Bild           |
| --------------------------------------------------------------- | ----------------------------------- | ------------------------------------------------------------------- | ------------------------- | -------------- |
| Malečov 8 (Standort)                                            | Bauernhaus Nr. 8                    | Bauerngehöft                                                        | 43212/5-213 Info Katalog  | BW             |
| Malečov 30 (Standort)                                           | Haus Nr. 30                         | Bauerngehöft                                                        | 42538/5-214 Info Katalog  | BW             |
| Horní Zálezly (Salesel), OT von Malečov (Standort)              | Kruzifix                            | Kruzifix – Steinkreuz von 1831, an der Landstraße nach Proboštov    | 42294/5-255 Info Katalog  | BW             |
| Pohoří 1 (Pohorz), OT von Malečov (Standort)                    | Haus Nr. 1                          | Bauerngehöft                                                        | 43613/5-3491 Info Katalog | BW             |
| Pohoří 2 (Standort)                                             | Haus Nr. 2                          | Bauerngehöft                                                        | 43101/5-3492 Info Katalog | BW             |
| Pohoří 5 (Standort)                                             | Haus Nr. 5                          | Bauerngehöft                                                        | 43049/5-3494 Info Katalog | BW             |
| Proboštov 1 (Proboscht), OT von Malečov (Standort)              | Pfarrhaus                           | Pfarrhaus, einschl. Nebengebäude und Scheune                        | 11232/5-5747 Info Katalog | BW             |
| Proboštov 16 (Standort)                                         | Kirche des hl. Johannes des Täufers | Kirche des hl. Johannes des Täufers, einschl. Einfriedung mit Toren | 42979/5-252 Info Katalog  | BW             |
| Proboštov, Kreuzung im westlichen Teil des Ortes (Standort)     | Meilenstein                         | Meilenstein (unterhalb der Kirche), zwischen Haus Nr. 6 und Nr. 22  | 42654/5-3507 Info Katalog | BW             |
| Proboštov, an der Brücke über den Proboštovský potok (Standort) | Statue des hl. Johannes von Nepomuk | Statue des hl. Johannes von Nepomuk                                 | 50940/5-5892 Info Katalog | BW             |
| Proboštov, Kreuzung im östlichen Teil des Ortes (Standort)      | Meilenstein                         | Meilenstein (am Teich)                                              | 42481/5-254 Info Katalog  | Meilenstein    |
| Čeřeniště (Tschersing), OT von Malečov (Standort)               | Mariahilfkirche                     | Mariahilfkirche                                                     | 105736 Info Katalog       | weitere Bilder |

## Petrovice(Peterswald)
| Lage                                                | Objekt                                                 | Beschreibung | ÚSKP-Nr.                 | Bild               |
| --------------------------------------------------- | ------------------------------------------------------ | --- | ------------------------ | ------------------ |
| Petrovice Nr. 48 (Standort)                         | Nikolauskirche                                         | Kirche des hl. Nikolaus                                                                                                 | 42729/5-224 Info Katalog | weitere Bilder     |
| Petrovice, im Vorgarten von Haus Nr. 15 (Standort)  | Marienstatue                                           | Marienstatue | 42673/5-226 Info Katalog | weitere Bilder     |
| Petrovice, westlich vom Ort ()                      | Kruzifix                                               | Kruzifix | 43167/5-225 Info Katalog |                    |
| Krásný Les (Schönwald), OT von Petrovice (Standort) | Kirche Mariä Himmelfahrt                               | Kirche Mariä Himmelfahrt                                                                                                | 42714/5-186 Info Katalog | weitere Bilder     |
| Krásný Les, am Weg zur Kirche (Standort)            | Statue des hl. Johannes von Nepomuk                    | Statue des hl. Johannes von Nepomuk                                                                                     | 43408/5-189 Info Katalog | weitere Bilder     |
| Krásný Les 207 (Standort)                           | Bauernhaus Nr. 207                                     | Bauerngehöft | 42443/5-188 Info Katalog | Bauernhaus Nr. 207 |
| Nakléřov (Nollendorf), OT von Petrovice (Standort)  | Kleist-Denkmal zur Erinnerung an die Schlacht von 1813 | Denkmal für Friedrich Graf Kleist von Nollendorf (1913) zur Erinnerung an die Schlacht bei Kulm und Nollendorf von 1813 | 42891/5-191 Info Katalog | weitere Bilder     |
| Nakléřov (Standort)                                 | Bildstock                                              | Bildstock (Kruzifix), an der Landstraße nach Panenská                                                                   | 43604/5-192 Info Katalog | weitere Bilder     |

## Povrly(Pömerle)
| Lage                                                        | Objekt                                 | Beschreibung                                         | ÚSKP-Nr.                  | Bild           |
| ----------------------------------------------------------- | -------------------------------------- | ---------------------------------------------------- | ------------------------- | -------------- |
| Český Bukov 222 (Böhmisch Bokau), OT von Povrly (Standort)  | Pfarrhaus                              | Pfarrhaus                                            | 42787/5-228 Info Katalog  | BW             |
| Český Bukov 220 (Standort)                                  | Bauernhaus Nr. 220                     | Bauerngehöft                                         | 42566/5-229 Info Katalog  | BW             |
| Lysá (Leißen), OT von Povrly, am Dorfplatz (Standort)       | Kapelle                                | Kapelle                                              | 10295/5-5559 Info Katalog | BW             |
| Blansko (Blankenstein), OT von Povrly (Standort)            | Burg Blankenstein (Hrad Blansko)       | Burgruine Blansko (Hrad Blansko)                     | 43115/5-227 Info Katalog  | weitere Bilder |
| Mírkov (Tittelsbach), Blansko 208, OT von Povrly (Standort) | Bauernhaus Nr. 208                     | Bauerngehöft: Wohnhaus, Rest des Wirtschaftsgebäudes | 42628/5-4827 Info Katalog | BW             |
| Roztoky (Rongstock), OT von Povrly (Standort)               | Kirche der Geburt Johannes des Täufers | Kirche der Geburt Johannes des Täufers               | 10693/5-5642 Info Katalog | BW             |
| Roztoky 28 (Standort)                                       | Bauernhaus Nr. 28                      | Bauerngehöft                                         | 43432/5-233 Info Katalog  | BW             |
| Roztoky 38, Uferstraße (Standort)                           | Pfarrhaus                              | Pfarrhaus                                            | 43460/5-232 Info Katalog  | BW             |

## Přestanov(Priesten)
| Lage                                                         | Objekt                                                                        | Beschreibung                                                                               | ÚSKP-Nr.                  | Bild           |
| ------------------------------------------------------------ | ----------------------------------------------------------------------------- | ------------------------------------------------------------------------------------------ | ------------------------- | -------------- |
| Přestanov, Kreuzung am französischen Denkmal (Standort)      | Wegkapelle (Juchtenkapelle)                                                   | Wegkapelle (Juchtová kaple), benannt nach dem Juchtenleder der Gefallenen                  | 10267/5-5561 Info Katalog | weitere Bilder |
| Přestanov (Standort)                                         | Kapelle des hl. Antonius von Padua                                            | Kapelle des hl. Antonius von Padua                                                         | 11228/5-5746 Info Katalog | weitere Bilder |
| Přestanov, beim russischen Denkmal in den Feldern (Standort) | Denkmal für die 10000 Gefallenen bei der Schlacht von Kulm 1813               | Denkmal zum Massengrab der 10000 Gefallenen bei der Schlacht von Kulm 1813 (Hromadný hrob) | 42884/5-235 Info Katalog  | weitere Bilder |
| Přestanov (Standort)                                         | Russisches Denkmal zur Erinnerung an die Schlacht von 1813, einschl. Wachhaus | Russisches Denkmal zur Erinnerung an die Schlacht von 1813, einschl. Wachhaus              | 43360/5-234 Info Katalog  | weitere Bilder |
| Přestanov (Standort)                                         | Französisches Denkmal zur Schlacht von Kulm 1813                              | Französisches Denkmal zur Schlacht von Kulm 1813                                           | 85886/5-248 Info Katalog  | weitere Bilder |

## Ryjice(Reindlitz)
| Lage                | Objekt                 | Beschreibung                                           | ÚSKP-Nr.                  | Bild |
| ------------------- | ---------------------- | ------------------------------------------------------ | ------------------------- | ---- |
| Ryjice 1 (Standort) | Arbeiter-Erholungsheim | Arbeiter-Erholungsheim (Sanatorium) – ohne Haus Nr. 46 | 42343/5-4893 Info Katalog | BW   |

## Řehlovice(Groß Tschochau)
| Lage                                                               | Objekt                                                             | Beschreibung                                                       | ÚSKP-Nr.                  | Bild                                                               |
| ------------------------------------------------------------------ | ------------------------------------------------------------------ | ------------------------------------------------------------------ | ------------------------- | ------------------------------------------------------------------ |
| Řehlovice, an der Dreifaltigkeitskirche (Standort)                 | Statue des hl. Johannes von Nepomuk                                | Statue des hl. Johannes von Nepomuk                                | 43301/5-245 Info Katalog  | Statue des hl. Johannes von Nepomuk                                |
| Řehlovice (Standort)                                               | Dreifaltigkeitskirche                                              | Dreifaltigkeitskirche Řehlovice                                    | 44009/5-5295 Info Katalog | weitere Bilder                                                     |
| Dubice (Dubitz), OT von Řehlovice (Standort)                       | Barbarakirche („Dubitzer Kirchlein“)                               | Kirche der hl. Barbara                                             | 42606/5-165 Info Katalog  | weitere Bilder                                                     |
| Habří (Habrzi), OT von Řehlovice, am Dorfplatz (Standort)          | Dreifaltigkeitskapelle, jetzt Kapelle des hl. Johannes von Nepomuk | Dreifaltigkeitskapelle, jetzt Kapelle des hl. Johannes von Nepomuk | 50868/5-5905 Info Katalog | Dreifaltigkeitskapelle, jetzt Kapelle des hl. Johannes von Nepomuk |
| Brozánky (Prosanken), OT von Řehlovice (Standort)                  | Wenzelskirche                                                      | Kirche des hl. Wenzel                                              | 43572/5-238 Info Katalog  | weitere Bilder                                                     |
| Brozánky (Standort)                                                | Säule mit Pietà                                                    | Säule mit Pietà                                                    | 42346/5-239 Info Katalog  | Säule mit Pietà                                                    |
| Brozánky, an der Bílina (Standort)                                 | Straßenbrücke über die Bílina                                      | Straßenbrücke                                                      | 11461/5-5604 Info Katalog | Straßenbrücke über die Bílina                                      |
| Moravany (Morwan), OT von Řehlovice (Standort)                     | Gußeisernes Kreuz                                                  | Gußeisernes Kreuz                                                  | 42728/5-166 Info Katalog  | Gußeisernes Kreuz                                                  |
| Radejčín 1 (Radzein), OT von Řehlovice (Standort)                  | Speicher am Haus Nr. 1                                             | Speicher am Haus Nr. 1                                             | 49971/5-5862 Info Katalog | Speicher am Haus Nr. 1                                             |
| Stadice (Staditz), OT von Řehlovice, am Ufer der Bílina (Standort) | Königsbrunnen                                                      | Königsbrunnen (Quelle)                                             | 42903/5-244 Info Katalog  | Königsbrunnen                                                      |
| Stadice 37 (Standort)                                              | Ehem. Jagdhaus                                                     | Jagdhaus/Hegerhaus                                                 | 42375/5-5043 Info Katalog | Ehem. Jagdhaus                                                     |
| Stadice, an der Landstraße beim Ort (Standort)                     | Denkmal für Přemysl den Pflüger auf dem Königsfeld in Staditz      | Denkmal für Přemysl den Pflüger auf dem Königsfeld in Stadice      | 11776/5-1 Info Katalog    | weitere Bilder                                                     |
| Stadice, an der Bílina (Standort)                                  | Straßenbrücke über die Bílina                                      | Straßenbrücke                                                      | 43384/5-243 Info Katalog  | Straßenbrücke über die Bílina                                      |
| Stadice, am Dorfplatz (Standort)                                   | Statue Maria Immaculata                                            | Statue Maria Immaculata                                            | 50938/5-5891 Info Katalog | Statue Maria Immaculata                                            |
| Stadice, am Dorfplatz (Standort)                                   | Glockenständer                                                     | hölzerner Glockenständer                                           | 42772/5-3505 Info Katalog | Glockenständer                                                     |

## Stebno(Stöben)
| Lage                                       | Objekt                                  | Beschreibung                                   | ÚSKP-Nr.                  | Bild           |
| ------------------------------------------ | --------------------------------------- | ---------------------------------------------- | ------------------------- | -------------- |
| Stebno (Standort)                          | Kirche des hl. Simon und Judas Thaddäus | Kirche des hl. Simon und Judas Thaddäus (1692) | 44109/5-5503 Info Katalog | weitere Bilder |
| Chvalov (Qualen), OT von Stebno (Standort) | Kapelle des hl. Prokop                  | Kapelle des hl. Prokop                         | 43706/5-164 Info Katalog  | BW             |

## Tašov(Taschow)
| Lage                                           | Objekt                          | Beschreibung                    | ÚSKP-Nr.                  | Bild           |
| ---------------------------------------------- | ------------------------------- | ------------------------------- | ------------------------- | -------------- |
| Tašov 4 (Standort)                             | Haus Nr. 4                      | Bauerngehöft                    | 43546/5-251 Info Katalog  | BW             |
| Tašov, an der Landstraße nach Rýdeč (Standort) | Kapelle der hl. Maria Magdalena | Kapelle der hl. Maria Magdalena | 11207/5-5743 Info Katalog | weitere Bilder |

## Telnice(Tellnitz)
| Lage                                              | Objekt                                                           | Beschreibung                                                                               | ÚSKP-Nr.                 | Bild           |
| ------------------------------------------------- | ---------------------------------------------------------------- | ------------------------------------------------------------------------------------------ | ------------------------ | -------------- |
| Telnice 34 (Standort)                             | Haus Nr. 34                                                      | Bauerngehöft                                                                               | 42548/5-257 Info Katalog | Haus Nr. 34    |
| Varvažov (Arbesau) 114, OT von Telnice (Standort) | Alte Post                                                        | Alte Post                                                                                  | 43738/5-260 Info Katalog | weitere Bilder |
| Varvažov (Standort)                               | Preußisches Denkmal zur Erinnerung an die Schlacht von 1813      | Preußisches Denkmal zur Erinnerung an die Schlacht von 1813 (Schinkel-Tabernakel von Kulm) | 42318/5-258 Info Katalog | weitere Bilder |
| Varvažov (Standort)                               | Österreichisches Denkmal zur Erinnerung an die Schlacht von 1813 | Österreichisches Denkmal zur Erinnerung an die Schlacht von 1813, einschl. Wachhaus        | 42301/5-259 Info Katalog | weitere Bilder |

## Tisá(Tissa)
| Lage                                             | Objekt        | Beschreibung                                         | ÚSKP-Nr.                  | Bild           |
| ------------------------------------------------ | ------------- | ---------------------------------------------------- | ------------------------- | -------------- |
| Tisá, am Weg nach Horní Libouchec (Holzgrund) () | Wegkapelle    | Wegkapelle                                           | 102506 Info Katalog       | Wegkapelle     |
| Tisá 349 (Standort)                              | Villa Nr. 349 | Villa, einschl. Garten, Zaun, Wegkapelle und Brunnen | 12553/5-5482 Info Katalog | Villa Nr. 349  |
| Tisá (Standort)                                  | Annenkirche   | Kirche der hl. Anna                                  | 12563/5-5502 Info Katalog | weitere Bilder |
| Ostrov (Eiland) Nr. 204, OT von Tisá (Standort)  | Haus Nr. 204  | Bauerngehöft                                         | 42491/5-3511 Info Katalog | Haus Nr. 204   |
| Ostrov Nr. 210 (Standort)                        | Haus Nr. 210  | Bauerngehöft                                         | 53899/5-3509 Info Katalog | Haus Nr. 210   |
| Ostrov Nr. 215 (Standort)                        | Haus Nr. 215  | Bauerngehöft                                         | 43052/5-261 Info Katalog  | Haus Nr. 215   |
| Ostrov Nr. 218 (Standort)                        | Haus Nr. 218  | Bauerngehöft                                         | 43720/5-3512 Info Katalog | BW             |
| Ostrov Nr. 257 (Standort)                        | Haus Nr. 257  | Bauerngehöft                                         | 43214/5-3513 Info Katalog | Haus Nr. 257   |
| Rájec (Raiza), OT von Tisá (Standort)            | Kapelle       | Kapelle                                              | 102570 Info Katalog       | Kapelle        |
| Rájec Nr. 302 (Standort)                         | Haus Nr. 302  | Bauerngehöft                                         | 43582/5-262 Info Katalog  | Haus Nr. 302   |
| Rájec Nr. 311 (Standort)                         | Haus Nr. 311  | Bauerngehöft                                         | 42493/5-3516 Info Katalog | Haus Nr. 311   |
| Rájec Nr. 312 (Standort)                         | Haus Nr. 312  | Bauerngehöft                                         | 42588/5-3514 Info Katalog | Haus Nr. 312   |

## Trmice(Türmitz)
| Lage                                               | Objekt                                  | Beschreibung                                                                   | ÚSKP-Nr.                  | Bild           |
| -------------------------------------------------- | --------------------------------------- | ------------------------------------------------------------------------------ | ------------------------- | -------------- |
| Trmice, Zámecká 189/12 (Standort)                  | Schloss Türmitz                         | Neues Schloss Trmice mit Schloss, Treppenanlage, Brücke, Park und Wasserbecken | 42438/5-277 Info Katalog  | weitere Bilder |
| Trmice, Václavské náměstí (Standort)               | Kirche Mariä Geburt                     | Kirche Mariä Geburt mit Statue des hl. Johannes von Nepomuk und des hl. Josef  | 42925/5-276 Info Katalog  | weitere Bilder |
| Trmice, Slepá ulička 74/4 (Standort)               | Pfarrhaus                               | Pfarrhaus Nr. 74, einschl. Wirtschaftsgebäude und Einfriedung mit Tor          | 43543/5-278 Info Katalog  | Pfarrhaus      |
| Trmice, ul. Přemysla Oráče, am Friedhof (Standort) | Denkmal für sowjetische Kriegsgefangene | Denkmal für sowjetische Kriegsgefangene                                        | 42545/5-4821 Info Katalog | BW             |
| Trmice, Žižkova 352/371, Horská (Standort)         | Evangelische Jesuskirche                | Evangelische Jesuskirche                                                       | 100226 Info Katalog       | weitere Bilder |

## Velké Březno(Großpriesen)
| Lage                                                  | Objekt                                    | Beschreibung                                                                                        | ÚSKP-Nr.                  | Bild           |
| ----------------------------------------------------- | ----------------------------------------- | --------------------------------------------------------------------------------------------------- | ------------------------- | -------------- |
| Velké Březno, Klášterní 1 (Standort)                  | Altes Schloss Großpriesen                 | Altes Schloss Velké Březno                                                                          | 42687/5-285 Info Katalog  | weitere Bilder |
| Velké Březno 63 (Standort)                            | Neues Schloss Großpriesen                 | Neues Schloss Velké Březno (1842–1845)                                                              | 43685/5-284 Info Katalog  | weitere Bilder |
| Velké Březno, Velichov (Standort)                     | Säule des hl. Petrus                      | Säule des hl. Petrus                                                                                | 50950/5-5895 Info Katalog | BW             |
| Velké Březno, gegenüber vom Bahnhof (Standort)        | Eisenbahnstrecke Velké Březno–Lovečkovice | Eisenbahnstrecke Velké Březno–Lovečkovice, jetzt Museumsbahn                                        | 51003/5-5837 Info Katalog | weitere Bilder |
| Valtířov (Waltirsche), OT von Velké Březno (Standort) | Wenzelskirche                             | Kirche des hl. Wenzel                                                                               | 43081/5-282 Info Katalog  | weitere Bilder |
| Valtířov (Standort)                                   | Säule mit Skulptur der 14 Nothelfer       | Säule mit Skulptur der 14 Nothelfer                                                                 | 47648/5-483 Info Katalog  | BW             |
| Valtířov (Standort)                                   | Chotek-Grabkapelle (1869)                 | Grabkapelle der Familie von Karl Graf Chotek von Chotkow und Wognin (1783–1868) (Chotkovská hrobka) | 86103/5-283 Info Katalog  | BW             |
| Vítov (Wittal), OT von Velké Březno (Standort)        | Burg Warta (Hrad Varta)                   | Burgruine Varta                                                                                     | 43603/5-286 Info Katalog  | weitere Bilder |

## Velké Chvojno(Böhmisch Kahn)
| Lage                                                    | Objekt                                 | Beschreibung                                                  | ÚSKP-Nr.                 | Bild                               |
| ------------------------------------------------------- | -------------------------------------- | ------------------------------------------------------------- | ------------------------ | ---------------------------------- |
| Velké Chvojno, an der Landstraße nach Žďár (Standort)   | Säule des hl. Johannes von Nepomuk     | Säule des hl. Johannes von Nepomuk                            | 43531/5-294 Info Katalog | Säule des hl. Johannes von Nepomuk |
| Arnultovice (Arnsdorf), OT von Velké Chvojno (Standort) | Allerheiligenkirche                    | Allerheiligenkirche                                           | 42896/5-209 Info Katalog | weitere Bilder                     |
| Arnultovice, an der Friedhofsmauer (Standort)           | Sühnekreuz                             | Sühnekreuz                                                    | 47643/5-210 Info Katalog | Sühnekreuz                         |
| Luční Chvojno (Deutsch Kahn), OT von Velké Chvojno ()   | Wegkapelle mit Statue des hl. Antonius | Wegkapelle mit Statue des hl. Antonius (1973–1974 abgerissen) | 43336/5-208 Info Katalog |                                    |